# Johnny Hallyday Live Olympia 1973
Lives par Johnny Hallyday
Johnny Hallyday Live Olympia 1973 est un CD qui propose l'enregistrement du récital de Johnny Hallyday donné à l'Olympia de Paris. Diffusé à la radio à l'occasion d'un musicorama d'Europe N°1, le tour de chant est resté à l'époque inédit ; il sort en 2012.

## Histoire
Johnny Hallyday chante du 19 au 23 juin 1973 à l'Olympia de Paris. En cette saison, Bruno Coquatrix connait des problèmes de trésorerie et l'Olympia est menacée de fermeture. À sa demande, Johnny Hallyday accepte de s'y produire et le fait gracieusement demandant à Coquatrix de ne payer que les musiciens. 
La représentation du 20 est l'occasion d'un Musicorama exceptionnel sur Europe N°1. Cette captation est pour la première fois diffusée en disque en 2012, à l'occasion de la sortie du coffret de 23 CD Johnny History.

## Autour du disque
- Référence originale du coffret : Johnny History, Mercury Universal Music : LC 00268 3709995

CD 23 370 5395 Musicorama Olympia 1973
Rééditions
2019 :
- Coffret 7 doubles 33 tours Universal Olympia Story 1961-2000 538 9390

Double 33 tours 538 9397 Olympia 1973 - Musicorama Europe 1 20 juin 1973.
- Coffret 18 CD - 2 DVD Universal Olympia Story 1961-2000 538 9367

CD 538 9382 Olympia 1973 - Musicorama 20 juin 1973.

## Titres
| 1.  | Je suis né dans la rue                           | Long Chris                              | Tommy Brown, Mick Jones |  |
| 2.  | Fils de personne (Fortunate Son)                 | Philippe Labro                          | John Fogerty            |  |
| 3.  | Fille de la nuit (Delta Lady)                    | Philippe Labro (adaptation)             | Leon Russell            |  |
| 4.  | La fille aux cheveux clairs                      | Philippe Labro                          | Eddie Vartan            |  |
| 5.  | Tes tendres années (Tender Years)                | Ralph Bernet (adaptation)               | Darrell Edouards        |  |
| 6.  | Le Pénitencier (The House of the Rising Sun)     | Hugues Aufray, Vline Buggy (adaptation) | Alan Price              |  |
| 7.  | Il faut boire à la source (Drink From the Water) | Philippe Labro                          | Joey Cooper             |  |
| 8.  | J'ai besoin d'un ami                             | Michel Mallory                          | Johnny Hallyday         |  |
| 9.  | Comme un corbeau blanc                           | Gilles Thibaut                          | Jean Renard             |  |
| 10. | Oh ! Ma jolie Sarah                              | Philippe Labro                          | Tommy Brown, Mick Jones |  |
| 11. | Que je t'aime                                    | Gilles Thibaut                          | Jean Renard             |  |
| 12. | Blue Suede Shoes                                 | Carl Perkins                            | Carl Perkins            |  |
| 13. | Le Feu                                           | Michel Mallory                          | Gary Wright             |  |
| 14. | La Musique que j'aime                            | Michel Mallory                          | Johnny Hallyday         |  |